# Tenuipetiolus medicaginis
Tenuipetiolus medicaginis is een vliesvleugelig insect uit de familie Eurytomidae. De wetenschappelijke naam is voor het eerst geldig gepubliceerd in 1919 door Gahan.